# Клетниек, Карп Павлович
Карп Павлович Кле́тниек (1910—1992) — советский латвийский актёр. Заслуженный артист Латвийской ССР (1954).

## Биография
Родился 4 октября 1910 года в Вольмаре (ныне Валмиера, Латвия).
- 1927—1932 — работал на бумажной фабрике Мюлмана в Риге
- 1928—1930 — учился на художественном факультете Рижского народного университета
- 1932—1933 — служил капралом в Видземском артиллерийском полку
- 1933—1935 — работал на лесопилке Рижской шоколадной фабрики «Кюзе» (одновременно учился в Рижской театральной школе у М. А. Чехова и В. А. Громова и на Латвийских драматических курсах
- 1935—1938 — артист Латышского национального ансамбля
- 1938—1984 — артист Рижского художественного театра (ГАДТ Латвийской ССР имени А. М. Упита)

Умер 12 сентября 1992 года в Риге.
Жена — актриса М. Ю. Клетниеце.

## Фильмография
- 1941 — Каугурское восстание — Янис
- 1955 — Весенние заморозки — Екаб
- 1956 — За лебединой стаей облаков — врач
- 1959 — Илзе — Стемплс
- 1959 — Меч и роза — дворник
- 1961 — Спасибо за весну — режиссёр
- 1964 — Москва — Генуя — В. В. Воровский
- 1967 — Генерал Рахимов — эпизод
- 1968 — Времена землемеров — эпизод
- 1969 — У богатой госпожи — депутат
- 1969 — Он был не один — инженер Гельмут Крафт
- 1969 — Лучи в стекле — Ритум
- 1972 — Слуги дьявола на чёртовой мельнице — эпизод

## Награды и премии
- заслуженный артист Латвийской ССР (16.4.1954)
- Сталинская премия второй степени (1948) — за исполнение роли в спектакле «Фарфор и глина» А. П. Григулиса[1]
- орден Трудового Красного Знамени (03.01.1956)